# 바이스: 범죄도시
《바이스: 범죄도시》(영어: Vice)는 미국에서 제작된 브라이언 A 밀러 감독의 2015년 SF 액션 영화이다. 토머스 제인, 브루스 윌리스, 앰버 칠더스 등이 출연하였다.

## 줄거리
미래풍 리조트 바이스는 손님들이 가이노이드 상대로 살인, 강간 등 극한의 환상을 실현할 수 있는 기회를 제공한다. 가이노이드들로부터 보다 실제에 가까운 반응을 끌어내기 위해 가이로이드들은 스스로를 인간으로 믿도록 프로그래밍되어 있으며 기억은 하루 단위로 지워진다.
바이스 CEO 줄리언은 일반인들의 저항감이 줄어들면 가이노이드를 군사화, 상업화할 생각이다. 로이 형사는 폭행과 강간에 무감각해진 바이스 고객들이 실제 인간을 상대로 범죄를 저지르는 최근 현상을 우려한다. 그러나 바이스가 도시에 기여하는 세수가 워낙 막대해 경찰 윗선은 수사를 제한한다.
가이노이드 켈리는 스스로를 바텐더로 알고 있다. 어느 날 켈리는 삭제됐어야 했을 기억들을 회상하기 시작한다. 사실 가이노이드들의 기억은 제거되는 것이 아니라 비활성화되는 것에 불과했던 것이다. 또다시 살해나 강간을 경험할 것이 두려워진 켈리는 바이스에서 탈출한다.
켈리를 만난 과학자 에번은 자신이 죽은 아내에 기초해 켈리를 만들었으며 회사를 사들인 줄리언의 속내를 알자마자 회사를 떠났지만 그 바람에 실험 관련 권리를 잃었다고 밝힌다. 에번은 켈리와 함께 도망하다가 도중 사망한다.
로이에게 협력하기로 한 켈리는 가이노이드들에게 바이러스를 심어 지난 기억을 모두 복구하고 대혼란을 초래하여 반격을 꾀하려 하는데...

## 출연진
- 토머스 제인 - 로이 터데스키 형사 역
- 브루스 윌리스 - 줄리언 마이클스 역
- 앰버 칠더스 - 켈리 역
- 조너선 셱 - 크리스 역: 보안팀장.
- 브라이언 그린버그 - 에번 역
- 라이언 오넌 - 매슈스 형사 역
- 샬럿 커크 - 멀리사 역: 가이노이드.
- 브렛 그랜스태프 - 제임스 역: 에번의 친구인 해커.
- 콜린 에글스필드 - 라이너 역
- 돈 하비 - 커잰스키 역
- 타일러 존 올슨 - 스티브 역
- 리디아 헐 - 스테이시 역
- 니키 브리앤 웰스 - 뉴스 진행자 역
- 태머라 벨루소바 - 앤드리아 역

## 기타 제작진
- 시각 효과: 대니 S. 김